# Tournoi de tennis de Durban
Le tournoi de Durban (Afrique du Sud) est un tournoi de tennis féminin du circuit professionnel WTA et masculin du circuit professionnel ATP.
L'édition féminine s'est tenue en 1970, 1971 et 1984.
L'édition masculine s'est tenue entre 1966 et 1974 sur surface dure.

## Palmarès dames

### Simple
| No | Date       | Nom et lieu du tournoi           | Catégorie  | Dotation | Surface    | Vainqueure           | Finaliste            | Score         |         |
| -- | ---------- | -------------------------------- | ---------- | -------- | ---------- | -------------------- | -------------------- | ------------- | ------- |
| 1  | 14-04-1969 | Natal Open Championships, Durban |            | NC       | Dur (ext.) | Billie Jean King     | Annette Van Zyl      | 6-4, 6-1      | Tableau |
| 2  | 06-04-1970 | Natal Open Championships, Durban |            | 22 680 $ | Dur (ext.) | Billie Jean King     | Margaret Smith Court | 6-4, 2-6, 6-2 | Tableau |
| 3  | 29-03-1971 | Natal Open Championships, Durban |            | NC       | Dur (ext.) | Margaret Smith Court | Patti Hogan          | 6-2, 6-1      | Tableau |
| 4  | 23-04-1984 | South African, Durban            | VS Tour C1 | 50 000 $ | Dur (ext.) | Peanut Louie         | Rene Uys             | 6-1, 6-4      | Tableau |

### Double
| No | Date       | Nom et lieu du tournoi          | Catégorie  | Dotation | Surface    | Vainqueures                           | Finalistes                              | Score         |         |
| -- | ---------- | ------------------------------- | ---------- | -------- | ---------- | ------------------------------------- | --------------------------------------- | ------------- | ------- |
| 1  | 14-04-1969 | Natal Open Championships Durban |            | NC       | Dur (ext.) | Rosie Casals Billie Jean King         | Annette Van Zyl Pat Walkden             | 6-3, 1-6, 6-2 | Tableau |
| 2  | 06-04-1970 | Natal Open Championships Durban |            | 22 680 $ | Dur (ext.) | Rosie Casals Billie Jean King         | Margaret Smith Court Judy Tegart-Dalton | 7-5, 6-3      | Tableau |
| 3  | 29-03-1971 | Natal Open Championships Durban |            | NC       | Dur (ext.) | Margaret Smith Court Evonne Goolagong | Kerry Harris Winnie Shaw                | 3-6, 6-3, 6-3 | Tableau |
| 4  | 23-04-1984 | South African Durban            | VS Tour C1 | 50 000 $ | Dur (ext.) | Anna Maria Fernández Peanut Louie     | Cláudia Monteiro Beverly Mould          | 7-5, 5-7, 6-1 | Tableau |

## Palmarès messieurs

### Simple
| No       | Date       | Nom et lieu du tournoi          | Catégorie  | Dotation | Surface    | Vainqueur     | Finaliste       | Score              |  |
| -------- | ---------- | ------------------------------- | ---------- | -------- | ---------- | ------------- | --------------- | ------------------ |  |
| 1        | 10-10-1963 | Natal Pro, Durban               |            | NC $     | Dur (ext.) | Alex Olmedo   | Rod Laver       | 9-7, 6-4           |  |
| 2        | 1965       | Natal Pro Championships, Durban |            | NC $     | Dur (ext.) | Rod Laver     | Ken Rosewall    | 6-2, 8-6           |  |
| 3        | 24-01-1966 | Natal Championships, Durban     |            | NC $     | Dur (ext.) | Bob Hewitt    | Martin Mulligan | 6-3, 6-4, 6-4      |  |
| 4        | 26-10-1966 | Natal Pro Championships, Durban |            | NC $     | Dur (ext.) | Rod Laver     | Andrés Gimeno   | 6-1, 6-3           |  |
| 5        | 30-01-1967 | Natal Championships, Durban     |            | NC $     | Dur (ext.) | Bob Hewitt    | Jack Saul       | 6-3, 4-6, 6-2, 6-4 |  |
| 6        | 07-09-1967 | Natal Pro, Durban               |            | NC $     | Dur (ext.) | Ken Rosewall  | Fred Stolle     | 6-4, 6-2           |  |
| Ère Open |            |                                 |            |          |            |               |                 |                    |  |
| 7        | 1968       | Natal Pro Championships, Durban |            | NC $     | Dur (ext.) | John Newcombe | Tony Roche      | 6-3, 6-4           |  |
| 8        | 14-04-1969 | Natal Open, Durban              | Grand Prix | 8 000 $  | Dur (ext.) | Robert Maud   | Julian Krinsky  | 8-6, 4-6, 6-1, 6-4 |  |
| 9        | 06-04-1970 | Natal Open, Durban              | Grand Prix | NC $     | Dur (ext.) | Bob Hewitt    | Cliff Drysdale  | 6-4, 3-6, 6-4, 6-3 |  |
| 10       | 29-03-1971 | Natal Open, Durban              | Grand Prix | NC $     | Dur (ext.) | Bob Hewitt    | Manuel Santana  | 7-6, 6-1, 6-1      |  |
| 11       | 09-12-1974 | Natal Open, Durban              | Grand Prix | NC $     | Dur (ext.) | Bob Hewitt    | John Yuill      | 7-6, 6-2           |  |

### Double
| No | Date       | Nom et lieu du tournoi | Catégorie  | Dotation | Surface    | Vainqueurs                    | Finalistes               | Score                   |  |
| -- | ---------- | ---------------------- | ---------- | -------- | ---------- | ----------------------------- | ------------------------ | ----------------------- |  |
| 1  | 14-04-1969 | Natal Open, Durban     | Grand Prix | 8 000 $  | Dur (ext.) | Keith Diepraam Cliff Drysdale | Bob Hewitt Frew McMillan | 3-6, 9-7, 3-6, 9-7, 6-3 |  |

## Palmarès mixte
| No | Date       | Nom et lieu du tournoi          | Catégorie | Dotation | Surface    | Vainqueures                 | Finalistes                         | Score    |         |
| -- | ---------- | ------------------------------- | --------- | -------- | ---------- | --------------------------- | ---------------------------------- | -------- | ------- |
| 1  | 06-04-1970 | Natal Open Championships Durban |           | 22 680 $ | Dur (ext.) | Billie Jean King Bob Hewitt | Margaret Smith Court Marty Riessen | 6-3, 6-4 | Tableau |